# La Salut
|  | Per a altres significats, vegeu «La Salut (desambiguació)». |

La Salut és un dels sis barris de què es compon el districte barceloní de Gràcia. Està situat als vessants meridionals dels turons del Carmel i de la Rovira. La seva urbanització es va iniciar la segona meitat del segle xix al voltant de la capella de la Mare de Déu de la Salut que l'any 1864 Antoni Maria Morera i Colom construí annex a la seva casa-torre en uns terrenys seus quan el paratge era ruralia.
En els seus inicis l'activitat més important de la zona era agrícola, podent-s'hi trobar importants masos com el de can Xipreret, can Tusquets, can Montaner de Dalt i ca l'Alegre de Dalt, però progressivament va anar convertint-se en zona residencial d'estiueig de la burgesia barcelonina i gracienca. Les comunicacions del barri van anar millorant amb el temps, i així, el 1880 es va inaugurar el tramvia de la plaça de Santa Anna a la de Rovira i Trias, i el 1909 el de la plaça de Lesseps al carrer de l'Escorial, el qual es va obrir fins a la plaça de Joanic. Amb això, una gran zona que es considerava del barri de la Salut va quedar englobada al barri de Gràcia. Un vestigi de la situació anterior és que el carrer d'Argentona, al barri de Gràcia, encara celebra la festa major de la Salut i no pas la de Gràcia. La travessera de Dalt és l'eix que uneix la part baixa del barri. Les illes del front mar de la Travessera, fins als carrers de Cardener i Camèlies, formen el seu límit.
La Salut també és conegut gràcies al Parc Güell d'Antoni Gaudí, que és el límit del front de muntanya del barri. Altres indrets destacats són el santuari de Sant Josep de la Muntanya i el Club Tennis de la Salut.

## Festa Major de la Salut
El barri de la Salut organitza la seva pròpia festa major, diferenciada de la de la vila de Gràcia, des de l'any 1864, en què se celebrà el dia 11 de setembre.
Del 1864 fins al 1869 s'escaigué el segon diumenge de setembre, i del 1870 fins avui se celebra al voltant del dia 8 de setembre, festa de les marededeus trobades.
Aquesta festa comptà amb la instal·lació d'envelats, el primer dels quals es trobava als camps que existien prop de la Travessera de Dalt.

## Veïns il·lustres
- Dolors Aleu i Riera: nascuda a la Salut el 1857, fou la primera dona que va aconseguir a l'estat espanyol el títol de llicenciada en Medicina.
- Pompeu Fabra i Poch: nascut a la Salut el 1868, fou el creador de la normativa moderna de la llengua catalana.
- Antoni Gaudí i Cornet: arquitecte, nascut a Reus el 1852, visqué al Parc Güell des del 1906 fins al 1926, any en què morí.
- Eusebi Güell i Bacigalupi, comte de Güell: nascut el 1846, fou el mecenes del Parc Güell i una de les grans fortunes del món, visqué a la Salut des del 1906 fins al 1918, any de la seva mort.
- Ovidi Montllor i Mengual: cantautor i actor, nascut a Alcoi el 1942. Visqué a la Salut des de ben jove, fins que morí el 1995.
- Ernest Lluch i Martín: economista, polític, escriptor i professor, nascut a Vilassar de Mar el 1937. Visqué uns bons anys a la Salut mentre feia de Ministre de Sanitat i Consum.